# Margarethe Poch-Kalous
Margarethe Poch-Kalous (geboren als Margareta Katharina Kalous 9. Januar 1915 in Wien, Österreich-Ungarn; gestorben 23. Dezember 1974 ebenda) war eine österreichische Kunsthistorikerin.

## Leben
Margarethe Kalous war eine Tochter des Malerehepaars Josef Kalous (1887–1974) und Margarethe Scheffer (1892–1975), ihre Großväter waren Josef Kalous der Ältere und Robert Scheffer. Kalous studierte ab 1934 Kunstgeschichte, Archäologie und Germanistik an der Universität Wien und wurde 1940 promoviert. 1941 erhielt sie einen Lehrauftrag am Kunstgeschichtlichen Seminar der Meisterklasse für Kunsterzieher an der Akademie der bildenden Künste Wien. Von 1942 bis 1945 war sie wissenschaftliche Assistentin bei Robert Eigenberger an der „Meisterschule für Konservierung und Technologie“. Sie heiratete 1945 Melchior Poch. Sie hatten ein Kind. Die Ehe wurde 1954 geschieden.
Nach Kriegsende übernahm Poch-Kalous vom amtsenthobenen Nationalsozialisten Karl Ginhart die Vorlesung zur Geschichte der bildenden Kunst. Sie war Lehrerin des Seminars für Kunstbetrachtung der Meisterschule für Kunsterziehung der Akademie und war mit der provisorischen Leitung der Gemäldegalerie der Akademie der bildenden Künste Wien betraut. 1947 wurde sie von diesen kommissarischen Tätigkeiten entbunden und zur wissenschaftlichen Assistentin an der Galerie der Akademie der bildenden Künste bei Ludwig Münz zurückgestuft.
1957 wurde Poch-Kalous nach dem Tod von Münz Leiterin der Gemäldegalerie und 1968 wurde sie zur Direktorin ernannt. Von 1957 bis 1973 lehrte sie regelmäßig an der Akademie. Sie erhielt den Titel einer Hofrätin.
Poch-Kalous war Mitglied des österreichischen Nationalkomitees des International Council of Museums (ICOM) und der Gesellschaft für vergleichende Kunstforschung in Wien.

## Schriften (Auswahl)
- Ausstellungskataloge
- Johann Martin Fischer und sein Klassizismus. Diss., Wien (1940)
- Johann Martin Fischer: Wiens bildhauerischer Repräsentant des Josefinismus. Müller, Wien 1949
- Wie schaffen unsere bildenden Künstler ihre Werke? (1947)
- Das Wiener Kunstgewerbe in Romantik und Gotik. In: Richard Kurt Donin: Geschichte der bildenden Kunst in Wien II (1951)
- Das Wiener Kunsthandwerk seit dem Zeitalter der Renaissance. In: Geschichte der bildenden Kunst in Wien. (1955)
- Das Wiener Kunsthandwerk des Mittelalters. In: Geschichte der bildenden Kunst in Wien. (1955)
- Die Röntgensonne bringt es an den Tag. – Moderne Untersuchungsmethoden in der Kunstwissenschaft. In: Wiener Monatshefte, Nr. 3 (1963)
- Zu Rembrandts Bildnis seines Bruders Adrian (1965)
- Cajetan. Das Leben des Wiener Mediziners und Karikaturisten Dr. Anton Elfinger (1966)
- Josef Danhausers Reiseskizzenbuch in der Albertina: Deutschland, Holland, Belgien. In: Albertina-Studien, 4. Jg., H. 1 (1966)
- Das Frauenstudium an der Akademie der bildenden Künste in Wien. In: Frauenstudium und akademische Frauenarbeit in Österreich (1968)
- mit Heribert Hutter: Die Gemäldegalerie der Akademie der Bildenden Künste in Wien. In: Veröffentlichungen der Akademie der bildenden Künste, Wien 1968
- John Quincy Adams – ein vergessener Wiener Maler. In: Alte und moderne Kunst. Jahrgang XX, Heft 138, Wien 1975, S. 33–35 (hauspublikationen.mak.at).